# Estación de Dendermonde
La estación de Dendermonde es una estación de tren belga situada en Dendermonde, en la provincia de Flandes Oriental, región Flamenca.
Pertenece a la línea  de S-Trein Antwerpen.

## Situación ferroviaria
La estación se encuentra en la línea línea 57 (Aalst-Lokeren).

## Intermodalidad
| \| Línea \| Recorrido \| Andén \| \| ----- \| ---------------------- \| ----- \| \| 21 \| Dendermonde ↔ Malderen \| 7 \| \| 23 \| Dendermonde ↔ Asse \| 7 \| \| 24 \| Dendermonde ↔ Asse \| 7 \| \| 26 \| Dendermonde ↔ Aalst \| 7 \| \| 27 \| Dendermonde ↔ Gent \| 3 \| \| 28 \| Dendermonde ↔ Gent \| 3 \| \| 29 \| Dendermonde ↔ Berlare \| 3 \| \| 57 \| Dendermonde ↔ Aalst \| 6 \| \| 68 \| Dendermonde ↔ Lokeren \| 3 \| \| 91 \| Sint-Niklaas ↔ Aalst \| 1 \| \| 245 \| Dendermonde ↔ Brussel \| 4 \| \| 252 \| Dendermonde ↔ Boom \| 5 \| \| 253 \| Dendermonde ↔ Boom \| 5 \| \| 254 \| Dendermonde ↔ Boom \| 5 \| \| 257 \| Dendermonde ↔ Boom \| 5 \| |                        |       |
| Línea | Recorrido              | Andén |
| 21 | Dendermonde ↔ Malderen | 7     |
| 23 | Dendermonde ↔ Asse     | 7     |
| 24 | Dendermonde ↔ Asse     | 7     |
| 26 | Dendermonde ↔ Aalst    | 7     |
| 27 | Dendermonde ↔ Gent     | 3     |
| 28 | Dendermonde ↔ Gent     | 3     |
| 29 | Dendermonde ↔ Berlare  | 3     |
| 57 | Dendermonde ↔ Aalst    | 6     |
| 68 | Dendermonde ↔ Lokeren  | 3     |
| 91 | Sint-Niklaas ↔ Aalst   | 1     |
| 245 | Dendermonde ↔ Brussel  | 4     |
| 252 | Dendermonde ↔ Boom     | 5     |
| 253 | Dendermonde ↔ Boom     | 5     |
| 254 | Dendermonde ↔ Boom     | 5     |
| 257 | Dendermonde ↔ Boom     | 5     |